# Franz Poenitz

Franz Poenitz

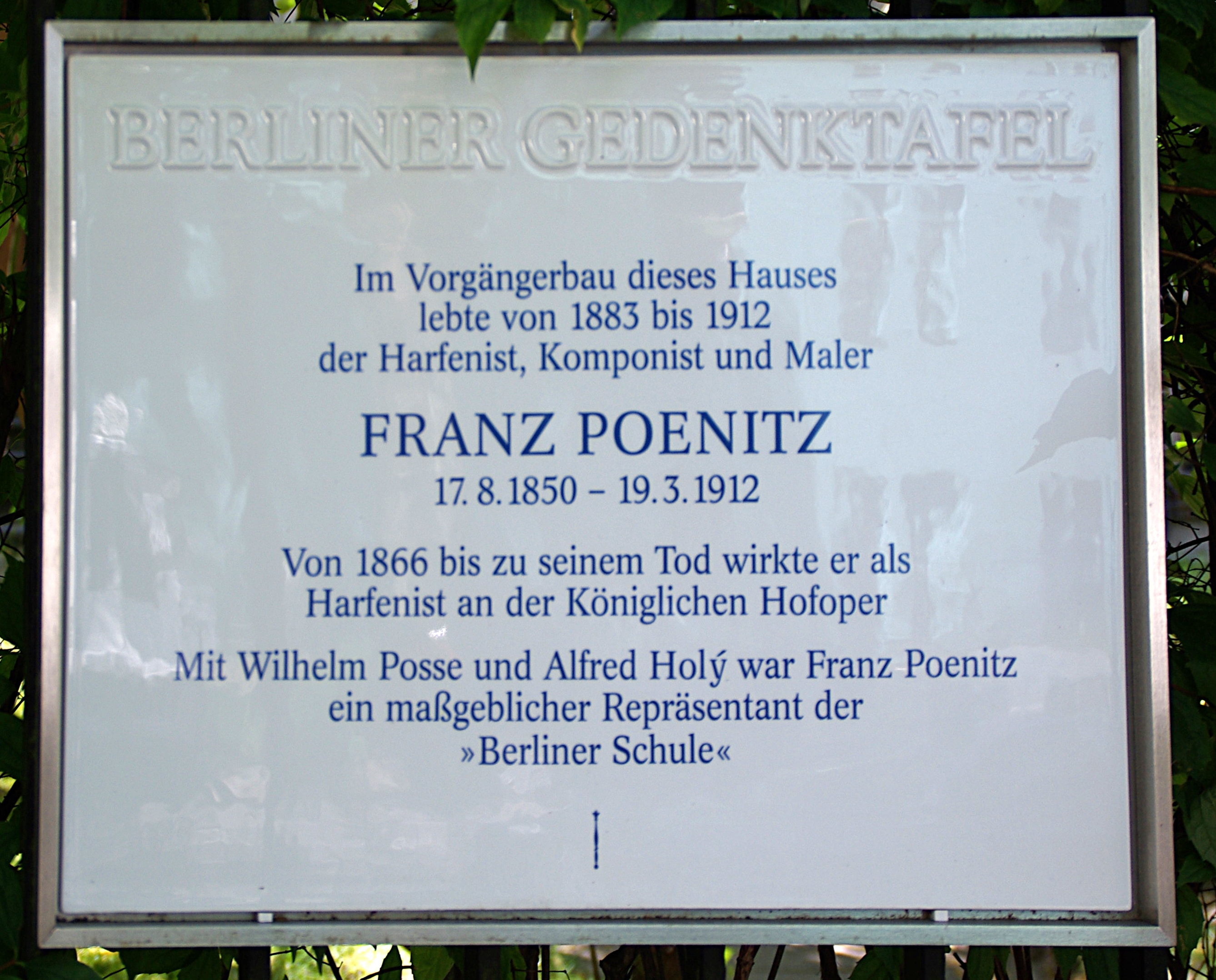
Gedenktafel an der Platanenallee 4–6. Poenitz lebte in dem Vorgängerbau des jetzigen Hauses.

Franz Poenitz, eigentlich Franz Friedrich Burkowitz (* 17. August 1850 in Bischofswerder, Westpreußen; † 19. März 1912 in Charlottenburg bei Berlin) war ein deutscher Harfenist und Komponist.

## Leben
Franz Burkowitz studierte zunächst Violine bei seinem Onkel Heinrich Poenitz in Berlin, der sein musikalisches Talent erkannte und förderte. Aus Dankbarkeit nahm Franz dessen Namen Poenitz an. Bereits im Alter von sechs Jahren konzertierte er in Schweden. Im Alter von vierzehn Jahren wurde er im Königlichen Berliner Opernorchester angestellt. Kurze Zeit später wurde er Kammermusiker und verblieb bei diesem Orchester fast fünfzig Jahre lang.

## Bedeutung
Franz Poenitz genoss als Harfenvirtuose einen ausgezeichneten Ruf und sein Anschlag galt als ideal. Kompositorisch entnahm er seine Anregungen in erster Linie der Landschaft und dem Sagenkreis der skandinavischen Länder, die er oft bereiste. Insbesondere komponierte er für sein Instrument in schwärmerisch romantischem Ausdruck. Er wandte sich Ende des 19. Jahrhunderts auch dem Harmonium zu und brachte dieses Instrument erstmals im Konzertsaal zu Gehör.

## Werke (Auswahl)
- op. 20 Elegie für Violoncello, Violine und Harfe
- op. 21 Melodie im Volkston (G-Dur) für Violine und Klavier
- op. 22 Friede in Jesu, Hymne mit Orgel
- op. 23 Idylle (Weihnachtsstück F-Dur) für Violine und Harmonium
- op. 24 Todestanz der Willys für Harfe
- op. 25 Drei Gedichte für Singstimme und Harmonium
- op. 26 Zwei Salonstücke für Violine und Harfe
- op. 27 Italienische Romanze (C-Dur) für Harfe
- op. 28 Der Fischer für Gesang und Harfe
- op. 29 Drei leichte Stücke für Harfe
- op. 30 Der 13. Psalm Davids für Gesang und Harfe
- op. 31 Traum im Walde, Melodie (E-Dur) für Violine und Harmonium
- op. 32 Sinfonietta, a-Moll für Harmonium, Violine und Violoncello
- op. 33 Nordische Ballade, es-Moll für Harfe
- op. 34 Lied der Pilger für Frauenchor und Harmonium
- op. 35 Die Sperlinge, Lied für 3 Frauenstimmen
- op. 36 Morgengruß, Hymne für Gesang und Harmonium
- op. 37 Kleines Schlummerlied (G-Dur) für Harmonium
- op. 38 Gnomentanz (g-Moll) für Violine und Klavier
- op. 39 Hymne für Harmonium
- op. 40 Catalonisches Lied (G-Dur) für Harmonium
- op. 41 Erinnerungen an den Hardanger-Fjord für Harmonium
- op. 42 Märchen (Ges-Dur), Solostück für Harfe
- op. 43 Trotzköpfchen
- op. 44 Friedensgruß (F-Dur) für Trompete und Harmonium
- op. 45 Fantasie (b-Moll) für Harfe
- op. 47 Bethlehem für Harmonium
- op. 48 In meiner Erinnerung/Die blauen Frühlingsaugen mit Harmonium
- op. 49 Es ragt ins Meer der Runenstein mit Harmonium
- op. 50 Mag auch die Liebe weinen mit Harmonium
- op. 51 Leander mit Harmonium
- op. 52 Gavotte/Menuett für Harmonium und Violine
- op. 53 Sag’s nicht weiter mit Harmonium
- op. 54 Ich finde dich mit Harmonium
- op. 55 Sonnenschein mit Harmonium
- op. 56 Drei Reiter mit Harmonium
- op. 57 In deiner Lieb/Tausendmal mit Harmonium
- op. 59 An meine Mutter mit Harmonium
- op. 65 Fantasie für 2 Harfen
- op. 67 Gebet für Harfe
- op. 68 Klänge aus der Alhambra für Harfe
- op. 69 Trouvère, Salonstück für Harfe
- op. 73 Capriccio für Klarinette und Harfe
- op. 74 Vineta, Fantasie für großes Orchester mit Harfe
- op. 75 Spukhafte Gavotte für 2 Harfen
- op. 76 Adventklänge, Praeludium für Harfe
- op. 77 Abendfrieden und Nocturne für Harfe
- op. 78 Maskenscherz für Harfe
- op. 79 Am Strand, Fantasie für Violine und Harfe
- op. 80 Wikingerfahrt, Fantasie in a-Moll für 2 Harfen